# 路易絲·伊麗莎白·德·奧爾良
路易絲·伊麗莎白（西班牙語：Luisa Isabel，1709年12月9日—1742年6月16日）是法国的公主和西班牙王后。她的丈夫是西班牙国王路易斯一世。
她的父亲是路易十五的攝政王。透过她的母亲，路易絲·伊麗莎白是法王路易十四的外孙女。她的教育并没有得到重视，因此王室对她的未来婚事也没有太大的期望。1722年，因政治因素，她和当时是西班牙王储的路易斯一世结婚。路易絲·伊麗莎白在宫廷并不受欢迎。她行为怪异，会在宫中裸体、放屁、爬树和不梳洗打扮、脱下正穿着的王后衣服擦窗等。路易斯最后甚至写信给父王：“除了把她关起来以外我没有其他解决方案，她的麻烦一直在增加。”并且果然将她关进了修道院。路易丝哭了，写信给他请求原谅，他也感到抱歉并释放了她。他得了天花后，她不顾被传染的危险照料他。
1724年1月15日，路易斯在父亲退位后登基为王，而她也成为西班牙王后。7个月后，路易斯一世因患上天花而逝世。她的公公立刻把她送回法国，且不承认她曾是西班牙王后，不付给西班牙国王遗孀应得的年金。但她的娘家仍然视她为西班牙王后。同时，她已和路易斯一世的异母弟卡洛斯王子订婚的妹妹菲律宾也遭退婚。